# Lagaroceras longicorne
Lagaroceras longicorne är en tvåvingeart som först beskrevs av Thomson 1869.  Lagaroceras longicorne ingår i släktet Lagaroceras och familjen fritflugor. Inga underarter finns listade i Catalogue of Life.